# Durmersheim
Durmersheim là một thị xã nhỏ nằm ở huyện Rastatt, thuộc bang Baden-Württemberg, tây nam nước Đức. Nơi đây có dân số 12.112 người (2020).

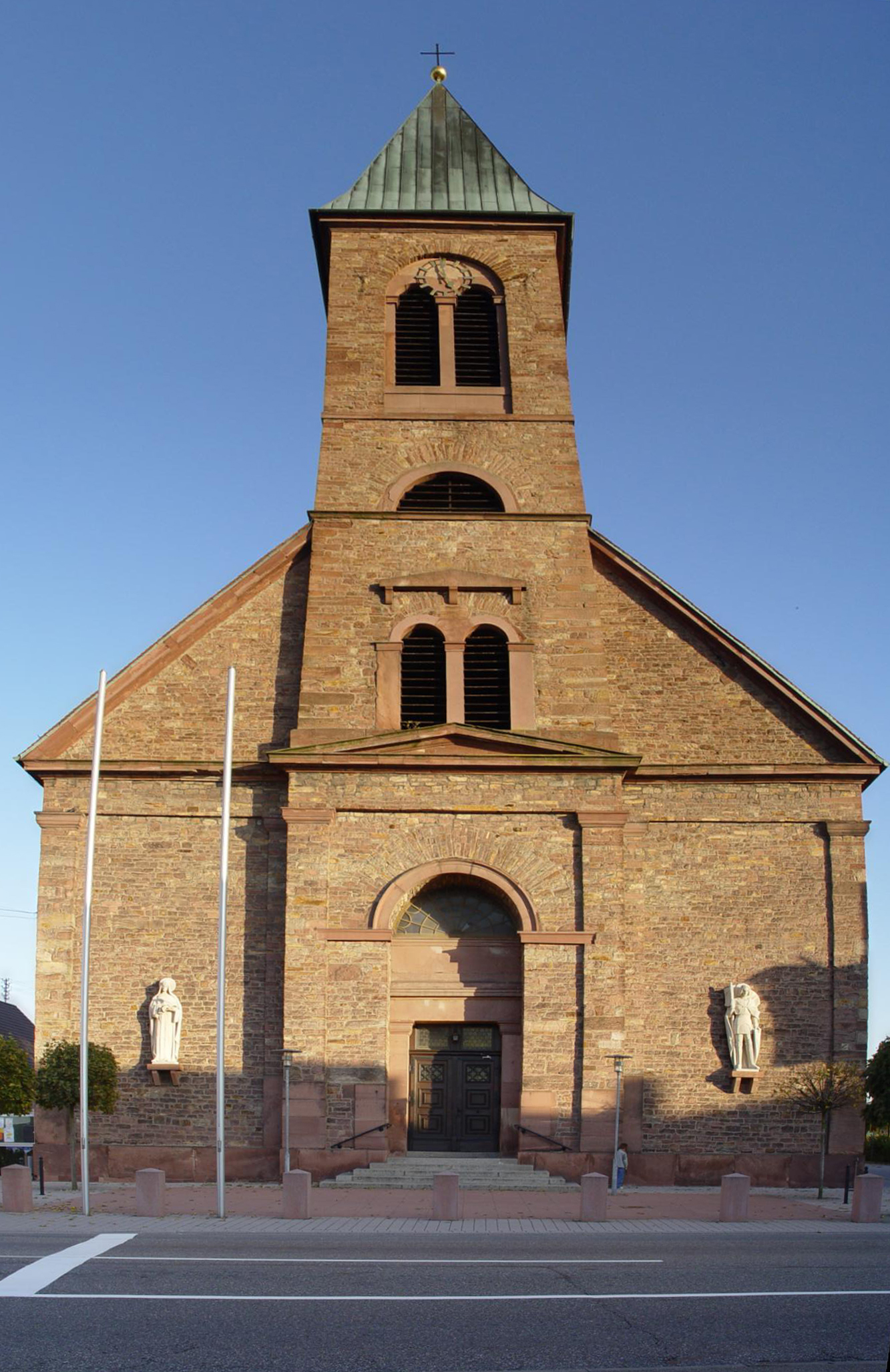
Nhà thờ thánh Dyonis